# Ornithopoda

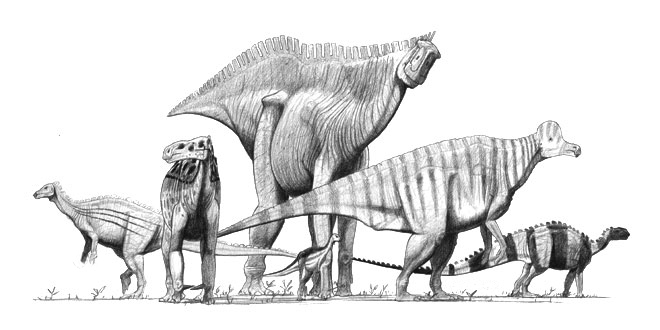

De Ornithopoda zijn een groep ornithischische dinosauriërs. Het begrip heeft door de geschiedenis heen een sterk wisselende inhoud gehad. In het tegenwoordige gebruik valt het samen met het exactere Euornithopoda.
In 1881 benoemde Othniel Charles Marsh in het kader van een nieuwe indeling van de Dinosauria een onderorde Ornithopoda. De naam is afgeleid van het Klassiek Griekse ὄρνις, ornis, "vogel", en πούς, pous, "voet", een verwijzing naar het feit dat de leden van de groep drie dragende tenen hebben, net als de vogels. Overigens hebben de Theropoda die Marsh tegelijkertijd benoemde typisch ook drie dragende tenen zodat vaak betreurd is dat Marsh geen passender namen gekozen heeft. Daarbij zijn de vogels geen Ornithopoda maar Theropoda.
In de opzet van Marsh was Ornithopoda een zeer omvattende groep die ongeveer met het latere Ornithischia samenviel. Tot de jaren dertig was het bijvoorbeeld niet ongebruikelijk om Stegosauria en Ceratopia bij de Ornithopoda onder te brengen. Daarna werd het begrip Ornithopoda een generatie lang vaag gebruikt als aanduiding voor een "ontwikkelingsgraad", namelijk die ornithischiërs die nog op twee benen liepen, daaronder de vermoede voorouders van de stegosauriërs en ceratopiërs. Pas eind jaren zestig begon men er consequent een vermeende natuurlijke groep mee aan te duiden: de tweebenige ornithischiërs met uitsluiting van de voorouders van op vier poten lopende groepen. Overigens waren er al vanaf het begin van de twintigste eeuw onderzoekers geweest die het begrip in die zin gebruikten.
Door de opkomst van de exacte fylogenie in de jaren tachtig, werd het noodzakelijk zulke begrippen exact te definiëren als een klade, een monofyletische afstammingsgroep, dus een groep dieren die bestaat uit een gemeenschappelijke voorouder en diens afstammelingen. Een eerste definitie was van Paul Sereno uit 1998: de groep bestaande uit de laatste gemeenschappelijke voorouder van Heterodontosaurus en Parasaurolophus, en al zijn afstammelingen. Door verdere definities werd deze nodusklade, een klade die gedefinieerd is door een voorouder aan te wijzen, door Sereno per definitie opgedeeld in de Heterodontosauridae en de Euornithopoda.
In het begin van de eenentwintigste eeuw werd duidelijk dat de Heterodontosauridae, die traditioneel als de meest basale ornithopoden waren beschouwd, weleens helemaal niet de zustergroep van de Euornithopoda zouden kunnen zijn. In 2004 onderving David Norman deze mogelijkheid door Ornithopoda te definiëren als stamklade, een klade die gedefinieerd is door een bepaalde aftakking aan te wijzen: de groep bestaande uit alle Cerapoda die nauwer verwant zijn aan Edmontosaurus dan aan Triceratops, of wat moderner geformuleerd: de groep bestaande uit Edmontosaurus en alle Cerapoda die nauwer verwant zijn aan Edmontosaurus dan aan Triceratops. Onder deze definitie zouden de Heterodontosauridae simpelweg buiten de Ornithopoda vallen als ze basaler waren dan Triceratops. Sereno echter verwierp deze oplossing omdat zo het traditionele begrip Ornithopoda verlaten werd en de groep met de Euornithopoda dreigde samen te vallen: in dat laatste geval prefereerde hij het eenduidiger moderne begrip Euornithopoda. Daarom gaf hij in 2005 een aangepaste definitie van de Ornithopoda als stamklade, die zo ingericht was dat het begrip inhoudsloos werd als de Heterodontosauriden niet de zustergroep zijn van de Euornithopoda: de groep bestaande uit Heterodontosaurus tucki en Parasaurolophus walkeri en alle soorten die nauwer verwant zijn aan Heterodontosaurus en Parasaurolophus dan aan Pachycephalosaurus wyomingensis, Triceratops horridus of Ankylosaurus magniventris.
Vanaf 2006 is in toenemende mate duidelijk geworden dat de Heterodontosauridae zeer basale ornithischiërs zijn die helemaal niet nauw aan de Euornithopoda verwant zijn. Sommige onderzoekers gebruiken daarom slechts dit laatste begrip, andere het oude Ornithopoda, maar met dezelfde inhoud als Euornithopoda. 